# Uruava
Uruava oder Poraka war eine auf Bougainville, Papua-Neuguinea, gesprochene austronesische Sprache.
Eine Zählung 1929/30 ergab 98 Sprecher. 1963 waren nur noch fünf ältere Sprecher identifizierbar. 1973 waren auch diese verstorben.
Die Uruava sprechende Bevölkerungsgruppe wanderte vermutlich erst Anfang des 19. Jahrhunderts von den salomonischen Shortland-Inseln in ihr heutiges Siedlungsgebiet bei Arawa ein. Die Sprache ist völlig in der Papua-Sprache Naasioi aufgegangen.